# Raad van de Duitstalige Gemeenschap (samenstelling 1995-1999)
Dit is de samenstelling van de Raad van de Duitstalige Gemeenschap voor de legislatuurperiode 1995-1999.
De Raad van de Duitstalige Gemeenschap telt 25 rechtstreeks gekozen leden. Bovendien zijn er ook leden met raadgevende stem: zij mogen vergaderingen bijwonen, maar mogen niet deelnemen aan stemmingen of initiatieven nemen. Dit is een onbepaald aantal en kan dus per legislatuur variëren. Deze leden met raadgevende stem zijn de Duitstalige provincieraadsleden van de provincie Luik en Duitstalige leden van de Kamer, de Senaat, het Waals Parlement en het Europees Parlement.
Deze legislatuur volgde uit de Duitstalige Gemeenschapsraadverkiezingen van 21 mei 1995 en ging van start op 13 juni 1995. De legislatuur liep ten einde op 25 mei 1999.
Tijdens deze legislatuur was de regering-Maraite III in functie, die steunde op een meerderheid van CSP en SP. De oppositiepartijen zijn dus PFF, PDB en Ecolo.

## Samenstelling
| Fractie | Fractie | Zetels |
| ------- | ------- | ------ |
|         | CSP     | 10     |
|         | PFF     | 5      |
|         | SP      | 4      |
|         | PJU-PDB | 3      |
|         | Ecolo   | 3      |

## Lijst van de parlementsleden
| Volksvertegenwoordiger     | Partij  | Opmerkingen |
| -------------------------- | ------- | --- |
| Erwin Franzen              | CSP     | Ondervoorzitter en voorzitter van de CSP-fractie. |
| Hubert Chantraine          | CSP     | |
| Elmar Keutgen              | CSP     | Vervangt vanaf 3 juli 1995 Albert Gehlen, die lid wordt van de Kamer van volksvertegenwoordigers. |
| Herbert Grommes            | CSP     | |
| Marie-Louise Hilligsmann   | CSP     | Secretaris. |
| Irene Reinertz-Maraite     | CSP     | Vervangt vanaf 10 januari 1997 Joseph Maraite, minister in de Duitstalige Gemeenschapsregering. |
| Patrick Meyer              | CSP     | Voorzitter van de commissie Gezondheid en Sociale Zaken van 17 september 1996 tot 16 september 1997 en vanaf 15 september 1998. |
| Jakob Pons                 | CSP     | Vervangt vanaf 13 juni 1995 Mathieu Grosch, die verkiest om in het Europees Parlement te zetelen. Pons was voorzitter van de commissie Onderwijs en Opleiding tot 17 september 1996 en van 16 september 1997 tot 15 september 1998. |
| Emil Nilles                | CSP     | Vervangt vanaf 10 januari 1997 Wilfred Schröder, minister in de Duitstalige Gemeenschapsregering. |
| Manfred Schunck            | CSP     | Parlementsvoorzitter en voorzitter van de commissie Algemene Politiek, Petities, Financiën en Samenwerking. |
| Berni Collas               | PFF     | Voorzitter van de PFF-fractie. |
| Alfred Evers               | PFF     | |
| Bernd Gentges              | PFF     | Ondervoorzitter. |
| Karin Meskens-Keller       | PFF     | Voorzitter van de commissie Cultuur van 17 september 1996 tot 16 september 1997 en vanaf 15 september 1998. |
| Ernst Thommessen           | PFF     | |
| Edmund Stoffels            | SP      | Voorzitter van de SP-fractie. Voorzitter van de commissie Onderwijs en Opleiding van 17 september 1996 tot 16 september 1997 en vanaf 15 september 1998.                                                                            |
| Joseph Barth               | SP      | Ondervoorzitter. |
| Louis Siquet               | SP      | Vervangt vanaf 10 januari 1997 Karl-Heinz Lambertz, minister in de Duitstalige Gemeenschapsregering. |
| Charles Servaty            | SP      | Vervangt vanaf 16 oktober 1995 Willy Velz, die uit de regionale politiek stapt. |
| Gerhard Palm               | PJU-PDB | Voorzitter van de PJU-PDB-fractie. |
| Oliver Paasch              | PJU-PDB | Vervangt vanaf 17 februari 1997 Norbert Scholzen, die op pensioen gaat. Paasch was voorzitter van de commissie Cultuur van 16 september 1997 tot 15 september 1998.                                                                 |
| Dorothea Schwall-Peters    | PJU-PDB | Secretaris. Voorzitter van de commissie Cultuur tot 17 september 1996. |
| Lambert Jaegers            | Ecolo   | Voorzitter van de Ecolo-fractie. Voorzitter van de commissie Gezondheid en Sociale Zaken tot 17 september 1996 en van 16 september 1997 tot 15 september 1998.                                                                      |
| Leonie Kirschfink-Heinen   | Ecolo   | Ondervoorzitter. |
| Anne-Marie Schöffers-Braun | Ecolo   | |

## Leden met raadgevende stem
| Naam                   | Partij | Opmerkingen |
| ---------------------- | ------ | --- |
| Clément Bonnecompagnie | SP     | Provincieraadslid van Luik. Zetelt tot 18 december 1997. Bonnecompagnie wordt na zijn overlijden niet meer vervangen.                                            |
| Jean-Robert Collas     | PFF    | Provincieraadslid van Luik. |
| Johann Haas            | CSP    | Provincieraadslid van Luik. |
| Freddy Mockel          | Ecolo  | Provincieraadslid van Luik. |
| Dieter Pankert         | PDB    | Provincieraadslid van Luik. Zetelt vanaf 20 mei 1997. |
| Albert Gehlen          | CSP    | Lid van de Kamer van volksvertegenwoordigers. Zetelde van 13 juni tot 2 juli 1995 als rechtstreeks gekozen lid van het Parlement van de Duitstalige Gemeenschap. |
| Mathieu Grosch         | CSP    | Lid van het Europees Parlement. |

## Commissies
Naast de reguliere commissies was er een onderzoekscommissie omtrent de Stichting-Niermann (de).